# Campionatul European de Fotbal 2016
Campionatul European de Fotbal 2016 sau EURO 2016, a fost cea de-a 15 ediție a Campionatului European de fotbal masculin organizat de UEFA. A avut loc în Franța, și s-a desfășurat între 10 iunie și 10 iulie 2016. Spania este câștigătoarea precedentelor două ediții, dar ibericii au fost eliminați în optimi de Italia.
Pentru prima oară, Campionatul European s-a disputat între 24 de echipe, deoarece până atunci se folosise formatul cu 16 echipe, format care a început în 1996. Sub acest nou format, echipele au fost împărțite în șase grupe a câte patru echipe, după care au urmat trei faze eliminatorii și finala. Nouăsprezece echipe – echipele de pe locurile 1 și 2 și cea mai buna echipă de pe locul 3 – i s-au alăturat Franței, gazda acestui turneu, după încheierea grupelor; barajul a decis, în noiembrie 2015, și ultimele patru echipe calificate.
Franța a fost aleasă să organizeze evenimentul pe 28 mai 2010, învingând Italia și Turcia. Meciurile s-au jucat pe zece stadioane din zece orașe: Bordeaux, Lens, Lille, Lyon, Marseille, Nisa, Paris, Saint-Denis, Saint-Étienne și Toulouse. A fost pentru a treia oară când Franța a organizat acest eveniment sportiv după cel inaugural și cel din 1984. Franța a câștigat de două ori acest eveniment: în 1984 și în 2000.
Câștigătoarea, Portugalia, a avut dreptul de a participa la Cupa Confederațiilor FIFA 2017, organizată de Rusia.

## Procesul de selecție
La 9 martie 2009, existau patru candidați pentru găzduirea turneului. Aceștia erau Franța, Italia, Turcia și Norvegia/Suedia. Norvegia/Suedia s-a retras în decembrie 2009.
Gazda a fost aleasă pe 28 mai 2010.
Rezultatele voturilor
| Țara   | Runda      | Runda      |
| Țara   | 1 (puncte) | 2 (voturi) |
| ------ | ---------- | ---------- |
| Franța | 43         | 7          |
| Turcia | 38         | 6          |
| Italia | 23         | –          |
| Total  | 104        | 13         |

## Preliminariile
Tragerea la sorți a avut loc la Palais des Congres Acropolis din Nisa, pe 23 februarie 2014. Preliminariile au început în septembrie 2014.
Un total de 53 de echipe au concurat pentru 23 de locuri la turneul final, alăturându-se Franței. Gibraltar a participat pentru prima oară în preliminariile pentru Campionatul European, după ce s-au afiliat la UEFA în 2013. Urnele au fost realizate cu ajutorul coeficienților UEFA, cu câștigătoarea EURO 2012 (Spania) și gazda (Franța) fiind automat în prima urnă.
Cele 53 de echipe au fost împărțite în opt grupe de câte șase echipe și 1 grupă de 5 echipe. Locul 1, 2, și cel mai bun loc 3 (rezultatele contra echipei de pe locul șase fiind anulate) se califică direct la turneul final. Cele opt echipe rămase vor merge la baraj, acolo unde vor juca două manșe, pentru a se determina și ultimele patru echipe calificate.
Gianni Infantino a declarat în martie 2012 că UEFA a schimbat formatul pentru a se asigura că aceste preliminarii nu vor fi "plictisitoare". În septembrie 2011, Michel Platini a propus un format de calificare care să includă două faze, dar propunerea nu a fost acceptată de membrii asociației. În mai 2013, Platini a confirmat că un format asemănător va fi discutat la întâlnirea comitetelor executive UEFA din Dubrovnik.

### Echipe calificate
Treisprezece dintre echipele calificate (inclusiv gazda Franța) care s-au calificat la Euro 2012, s-au calificat din nou și la turneul din 2016. Printre acestea se află Anglia, care a înregistrat în preliminarii 10 victorii în 10 meciuri, deținătoarea trofeului, Spania, și campioana mondială, Germania, care s-a calificat pentru a douăsprezecea oară consecutiv la un Campionat European.
România, Turcia, Austria și Elveția s-au reîntors, după ce nu au participat în 2012, austriecii calificându-se doar pentru a doua oară la un Campionat European, după ce au găzduit turneul din 2008. După ce a găzduit Euro 2000, Belgia se reîntoarce și ea la un turneu final, împreună cu Ungaria, care nu a mai participat de 44 de ani la un turneu european, ultimul fiind cel din 1972, și de 30 de ani la un Campionat Mondial, ultimul fiind cel din 1986.
Cinci echipe și-au asigurat prima prezență la un Campionat European: Albania, Islanda, Irlanda de Nord, Slovacia și Țara Galilor. Irlanda de Nord, Slovacia și Țara Galilor au participat anterior la Campionatul Mondial de Fotbal, în timp ce Albania și Islanda nu au participat niciodată la vreun turneu final. Similar, Austria și Ucraina s-au calificat după preliminarii, după ce au găzduit turneele din 2008 și, respectiv, 2012.
Scoția a fost singura echipă din Insulele Britanice care nu s-a calificat la turneu. Campioana din 2004, Grecia, a terminat pe ultimul loc în grupa de calificare. Alte două campioane europene, câștigătoarea din 1988, Țările de Jos, și cea din 1992, Danemarca, au ratat calificarea la turneu, olandezii ratând turneul european pentru prima oară de la cel din 1984 (găzduit tot de Franța), și un turneu important de la CM 2002, după ce terminaseră CM 2014 pe locul trei, iar Danemarca pentru prima oară de la Euro 2008, după ce au pierdut barajul cu Suedia.
| Echipă            | Metoda de calificare | Data calificării  | Apariții anterioare la turneu1                                        |
| ----------------- | -------------------- | ----------------- | --------------------------------------------------------------------- |
| Albania           | Grupa I locul 2      | 11 octombrie 2015 | 0 (debut)                                                             |
| Anglia            | Grupa E locul 1      | 5 septembrie 2015 | 8 (1968, 1980, 1988, 1992, 1996, 2000, 2004, 2012)                    |
| Austria           | Grupa G locul 1      | 8 septembrie 2015 | 1 (2008)                                                              |
| Belgia            | Grupa B locul 1      | 10 octombrie 2015 | 4 (1972, 1980, 1984, 2000)                                            |
| Cehia2            | Grupa A locul 1      | 6 septembrie 2015 | 8 (1960, 1976, 1980, 1996, 2000, 2004, 2008, 2012)                    |
| Croația           | Grupa H locul 2      | 13 octombrie 2015 | 4 (1996, 2004, 2008, 2012)                                            |
| Elveția           | Grupa E locul 2      | 9 octombrie 2015  | 3 (2004, 2008, 2008)                                                  |
| Franța            | Gazdă                | 28 mai 2010       | 8 (1960, 1984, 1992, 1996, 2000, 2004, 2008, 2012)                    |
| Germania          | Grupa D locul 1      | 11 octombrie 2015 | 11 (1972, 1976, 1980, 1984, 1988, 1992, 1996, 2000, 2004, 2008, 2012) |
| Irlanda de Nord   | Grupa F locul 1      | 8 octombrie 2015  | 0 (debut)                                                             |
| Islanda           | Grupa A locul 2      | 6 septembrie 2015 | 0 (debut)                                                             |
| Italia            | Grupa H locul 1      | 10 octombrie 2015 | 8 (1968, 1980, 1988, 1996, 2000, 2004, 2008, 2012)                    |
| Polonia           | Grupa D locul 2      | 11 octombrie 2015 | 2 (2008, 2012)                                                        |
| Portugalia        | Grupa I locul 1      | 8 octombrie 2015  | 6 (1988, 1996, 2000, 2004, 2008, 2012)                                |
| Republica Irlanda | Baraj câștigătoare   | 16 noiembrie 2015 | 2 (1988, 2012)                                                        |
| România           | Grupa F locul 2      | 11 octombrie 2015 | 4 (1984, 1996, 2000, 2008)                                            |
| Rusia3            | Grupa G locul 2      | 12 octombrie 2015 | 10 (1960, 1964, 1968, 1972, 1988, 1992, 1996, 2004, 2008, 2012)       |
| Slovacia          | Grupa C locul 2      | 12 octombrie 2015 | 0 (debut)                                                             |
| Spania            | Grupa C locul 1      | 8 octombrie 2015  | 9 (1964, 1980, 1988, 1996, 2000, 2004, 2008, 2012)                    |
| Suedia            | Baraj câștigătoare   | 17 noiembrie 2015 | 5 (1992, 2000, 2004, 2008, 2012)                                      |
| Turcia            | Cel mai bun loc trei | 13 octombrie 2015 | 3 (1996, 2000, 2008)                                                  |
| Țara Galilor      | Grupa B locul 2      | 10 octombrie 2015 | 0 (debut)                                                             |
| Ucraina           | Baraj câștigătoare   | 17 noiembrie 2015 | 1 (2012)                                                              |
| Ungaria           | Baraj câștigătoare   | 15 noiembrie 2015 | 2 (1964, 1972)                                                        |

1 Scrisul îngroșat indică câștigătoarea din acel an. Scrisul înclinat indică gazda din acel an.
2 Între 1960–80, Cehia a participat ca Cehoslovacia.
3 Între 1960–1988, Rusia a participat ca URSS, iar în 1992 ca CSI.

### Tragerea la sorți
Tragerea la sorți pentru turneul final a avut loc la Palais des Congrès de la Porte Maillot din Paris, la 12 decembrie 2015, 18:00 CET. Cele 24 de echipe au fost trase în șase grupuri a câte patru echipe, gazda fiind plasată automat pe poziția A1. Echipele rămase au fost plasate în patru urne a câte cinci (Urna 1) sau șase (Urna 2, 3 și 4) echipe. Fiind deținătoarea trofeului, Spania a fost plasată în Urna 1, iar cele 22 de echipe rămase au fost împărțite conform coeficienților UEFA, clasamentul fiind actualizat de UEFA pe 14 octombrie 2015, după încheierea preliminariilor.
| Echipă     | Coeff  | Loc |
| ---------- | ------ | --- |
| Spania     | 37,962 | 2   |
| Germania   | 40.236 | 1   |
| Anglia     | 35.963 | 3   |
| Portugalia | 35.138 | 4   |
| Belgia     | 34.442 | 5   |

| Echipă  | Coeff  | Loc |
| ------- | ------ | --- |
| Italia  | 34.345 | 6   |
| Rusia   | 31.345 | 9   |
| Elveția | 31.254 | 10  |
| Austria | 30.932 | 11  |
| Croația | 30.642 | 12  |
| Ucraina | 30.313 | 14  |

| Echipă   | Coeff  | Loc |
| -------- | ------ | --- |
| Cehia    | 29.403 | 15  |
| Suedia   | 29.028 | 16  |
| Polonia  | 28.306 | 17  |
| România  | 28.038 | 18  |
| Slovacia | 27.171 | 19  |
| Ungaria  | 27.142 | 20  |

| Echipă            | Coeff  | Loc |
| ----------------- | ------ | --- |
| Turcia            | 27.033 | 22  |
| Republica Irlanda | 26.902 | 23  |
| Islanda           | 25.388 | 27  |
| Țara Galilor      | 24.531 | 28  |
| Albania           | 23.216 | 31  |
| Irlanda de Nord   | 22.961 | 33  |

1. ↑  Gazda Franța (coeficient 33.599; locul 8) a fost plasată automat pe poziția A1.
2. ↑  Deținătoarea trofeului Spania (coeficient 37.962; locul 2) a fost plasată automat în urna 1.

Tragerea la sorți a decis grupele în ordinea următoare:
| Poz | Echipă  |
| --- | ------- |
| A1  | Franța  |
| A2  | România |
| A3  | Albania |
| A4  | Elveția |

| Poz | Echipă       |
| --- | ------------ |
| B1  | Anglia       |
| B2  | Rusia        |
| B3  | Țara Galilor |
| B4  | Slovacia     |

| Poz | Echipă          |
| --- | --------------- |
| C1  | Germania        |
| C2  | Ucraina         |
| C3  | Polonia         |
| C4  | Irlanda de Nord |

| Poz | Echipă  |
| --- | ------- |
| D1  | Spania  |
| D2  | Cehia   |
| D3  | Turcia  |
| D4  | Croația |

| Poz | Echipă            |
| --- | ----------------- |
| E1  | Belgia            |
| E2  | Italia            |
| E3  | Republica Irlanda |
| E4  | Suedia            |

| Poz | Echipă     |
| --- | ---------- |
| F1  | Portugalia |
| F2  | Islanda    |
| F3  | Austria    |
| F4  | Ungaria    |

## Stadioane
Inițial. au fost prezentate doisprezece stadioane pentru candidatura Franței, aleasă pe 28 mai 2010. Dintre acestea trebuiau să mai rămână nouă până la sfârșitul lunii mai 2011, dar a fost sugerat, în iunie 2011, să rămână unsprezece. Federația Franceză de Fotbal a trebuit să aleagă nouă stadioane care să fie folosite.
Alegerea primelor șapte s-a desfășurat fără dispute - stadionul național al Franței, Stade de France, patru stadioane nou construite în Lille, Lyon, Nisa și Bordeaux și stadioanele celor mai mari orașe, Paris și Marseille. Utimele două locuri, după ce Strasbourg a fost retras din motive financiare, au fost alese să fie Lens și Nancy în prima rundă de votare, în loc de Saint-Étienne și Toulouse, alese ca stadioane de rezervă.
În iunie 2011, numărul stadioanelor a fost mărit la unsprezece din cauza noului format care prevedea participarea a 24 de echipe, în loc de doar 16. Decizia însemna că orașele-rezervă Toulouse și Saint-Étienne să facă parte din lista gazdelor. Totuși, în decembrie 2011, Nancy a anunțat retragerea sa din turneu, după ce renovarea stadionului a picat, deci zece orașe gazdă vor fi folosite.
De asemenea, Stade de la Beaujoire din Nantes și Stade de la Mosson din Montpellier, stadioane folosite la Campionatul Mondial de Fotbal 1998, nu au fost alese. Lista finală cu cele zece stadioane a fost confirmată de Comitetul Executiv UEFA pe 25 ianuarie 2013.
| Saint-Denis i ii                            | Marseille iii i iv v | Lyon iii i v ii | Lille (Villeneuve-d'Ascq) |
| ------------------------------------------- | --- | --- | --- |
| Stade de France                             | Stade Vélodrome | Parc Olympique Lyonnais | Stade Pierre-Mauroy |
| 48°55′28″N 2°21′36″E / 48.92444°N 2.36000°E | 43°16′11″N 5°23′45″E / 43.26972°N 5.39583°E                                                                                  | 45°45′56″N 4°58′52″E / 45.76556°N 4.98111°E                                                                                  | 50°36′43″N 3°07′50″E / 50.61194°N 3.13056°E                                                                                  |
| Capacitate: 81.338                          | Capacitate: 67.394 (modernizat)                                                                                              | Capacitate: 59.286 (stadion nou)                                                                                             | Capacitate: 50.186 |
|                                             | | | |
| Paris iii i iv v                            | Saint-DenisParisLensLyonBordeauxVilleneuve-d'AscqSt-ÉtienneToulouseMarseilleNisaCampionatul European de Fotbal 2016 (Franța) | Saint-DenisParisLensLyonBordeauxVilleneuve-d'AscqSt-ÉtienneToulouseMarseilleNisaCampionatul European de Fotbal 2016 (Franța) | Saint-DenisParisLensLyonBordeauxVilleneuve-d'AscqSt-ÉtienneToulouseMarseilleNisaCampionatul European de Fotbal 2016 (Franța) |
| Parc des Princes                            | Saint-DenisParisLensLyonBordeauxVilleneuve-d'AscqSt-ÉtienneToulouseMarseilleNisaCampionatul European de Fotbal 2016 (Franța) | Saint-DenisParisLensLyonBordeauxVilleneuve-d'AscqSt-ÉtienneToulouseMarseilleNisaCampionatul European de Fotbal 2016 (Franța) | Saint-DenisParisLensLyonBordeauxVilleneuve-d'AscqSt-ÉtienneToulouseMarseilleNisaCampionatul European de Fotbal 2016 (Franța) |
| 48°50′29″N 2°15′11″E / 48.84139°N 2.25306°E | Saint-DenisParisLensLyonBordeauxVilleneuve-d'AscqSt-ÉtienneToulouseMarseilleNisaCampionatul European de Fotbal 2016 (Franța) | Saint-DenisParisLensLyonBordeauxVilleneuve-d'AscqSt-ÉtienneToulouseMarseilleNisaCampionatul European de Fotbal 2016 (Franța) | Saint-DenisParisLensLyonBordeauxVilleneuve-d'AscqSt-ÉtienneToulouseMarseilleNisaCampionatul European de Fotbal 2016 (Franța) |
| Capacitate: 48.712 (modernizat)             | Saint-DenisParisLensLyonBordeauxVilleneuve-d'AscqSt-ÉtienneToulouseMarseilleNisaCampionatul European de Fotbal 2016 (Franța) | Saint-DenisParisLensLyonBordeauxVilleneuve-d'AscqSt-ÉtienneToulouseMarseilleNisaCampionatul European de Fotbal 2016 (Franța) | Saint-DenisParisLensLyonBordeauxVilleneuve-d'AscqSt-ÉtienneToulouseMarseilleNisaCampionatul European de Fotbal 2016 (Franța) |
|                                             | Saint-DenisParisLensLyonBordeauxVilleneuve-d'AscqSt-ÉtienneToulouseMarseilleNisaCampionatul European de Fotbal 2016 (Franța) | Saint-DenisParisLensLyonBordeauxVilleneuve-d'AscqSt-ÉtienneToulouseMarseilleNisaCampionatul European de Fotbal 2016 (Franța) | Saint-DenisParisLensLyonBordeauxVilleneuve-d'AscqSt-ÉtienneToulouseMarseilleNisaCampionatul European de Fotbal 2016 (Franța) |
| Bordeaux iii i                              | Saint-DenisParisLensLyonBordeauxVilleneuve-d'AscqSt-ÉtienneToulouseMarseilleNisaCampionatul European de Fotbal 2016 (Franța) | Saint-DenisParisLensLyonBordeauxVilleneuve-d'AscqSt-ÉtienneToulouseMarseilleNisaCampionatul European de Fotbal 2016 (Franța) | Saint-DenisParisLensLyonBordeauxVilleneuve-d'AscqSt-ÉtienneToulouseMarseilleNisaCampionatul European de Fotbal 2016 (Franța) |
| Matmut Atlantique                           | Saint-DenisParisLensLyonBordeauxVilleneuve-d'AscqSt-ÉtienneToulouseMarseilleNisaCampionatul European de Fotbal 2016 (Franța) | Saint-DenisParisLensLyonBordeauxVilleneuve-d'AscqSt-ÉtienneToulouseMarseilleNisaCampionatul European de Fotbal 2016 (Franța) | Saint-DenisParisLensLyonBordeauxVilleneuve-d'AscqSt-ÉtienneToulouseMarseilleNisaCampionatul European de Fotbal 2016 (Franța) |
| 44°53′50″N 0°33′43″V / 44.89722°N 0.56194°V | Saint-DenisParisLensLyonBordeauxVilleneuve-d'AscqSt-ÉtienneToulouseMarseilleNisaCampionatul European de Fotbal 2016 (Franța) | Saint-DenisParisLensLyonBordeauxVilleneuve-d'AscqSt-ÉtienneToulouseMarseilleNisaCampionatul European de Fotbal 2016 (Franța) | Saint-DenisParisLensLyonBordeauxVilleneuve-d'AscqSt-ÉtienneToulouseMarseilleNisaCampionatul European de Fotbal 2016 (Franța) |
| Capacitate: 42.115 (stadion nou)            | Saint-DenisParisLensLyonBordeauxVilleneuve-d'AscqSt-ÉtienneToulouseMarseilleNisaCampionatul European de Fotbal 2016 (Franța) | Saint-DenisParisLensLyonBordeauxVilleneuve-d'AscqSt-ÉtienneToulouseMarseilleNisaCampionatul European de Fotbal 2016 (Franța) | Saint-DenisParisLensLyonBordeauxVilleneuve-d'AscqSt-ÉtienneToulouseMarseilleNisaCampionatul European de Fotbal 2016 (Franța) |
|                                             | Saint-DenisParisLensLyonBordeauxVilleneuve-d'AscqSt-ÉtienneToulouseMarseilleNisaCampionatul European de Fotbal 2016 (Franța) | Saint-DenisParisLensLyonBordeauxVilleneuve-d'AscqSt-ÉtienneToulouseMarseilleNisaCampionatul European de Fotbal 2016 (Franța) | Saint-DenisParisLensLyonBordeauxVilleneuve-d'AscqSt-ÉtienneToulouseMarseilleNisaCampionatul European de Fotbal 2016 (Franța) |
| Saint-Étienne i v ii                        | Nisa | Lens i v | Toulouse iii i |
| Stade Geoffroy-Guichard                     | Allianz Riviera | Stade Félix-Bollaert | Stadium Municipal |
| 45°27′39″N 4°23′24″E / 45.46083°N 4.39000°E | 43°42′25″N 7°11′40″E / 43.70694°N 7.19444°E                                                                                  | 50°25′58.26″N 2°48′53.47″E / 50.4328500°N 2.8148528°E                                                                        | 43°34′59″N 1°26′3″E / 43.58306°N 1.43417°E                                                                                   |
| Capacitate: 41.965 (modernizat)             | Capacitate: 35.624 (stadion nou)                                                                                             | Capacitate: 38.223 (modernizat)                                                                                              | Capacitate: 33.150 (modernizat)                                                                                              |
|                                             | | | |

i Oraș gazdă pe durata Campionatului Mondial de Fotbal 1998.
ii Oraș gazdă pe durata Cupei Confederațiilor FIFA 2003.
iii Oraș gazdă pe durata Campionatului Mondial de Fotbal 1938.
iv Oraș gazdă pe durata Campionatului European de Fotbal 1960.
v Oraș gazdă pe durata Campionatului European de Fotbal 1984.
Notă: Capacitatea este cea propusă pentru meciurile Campionatului European de Fotbal 2016 și nu este neapărat capacitatea totală pe care o are stadionul.

### Bazele echipelor
Fiecare echipă are o baza pe durata turneului. Echipele se vor antrena și vor fi cazate în aceste locații. Dintr-o listă de 66 de baze, cele 24 de echipe participante au trebuit să confirme locația dorită la UEFA până la 31 ianuarie 2016.
Bazele selectate au fost anunțate pe 2 martie 2016.
| Echipă            | Bază                       |
| ----------------- | -------------------------- |
| Albania           | Perros-Guirec              |
| Anglia            | Chantilly                  |
| Austria           | Mallemort                  |
| Belgia            | Bordeaux                   |
| Cehia             | Tours                      |
| Croația           | Deauville                  |
| Elveția           | Juvignac                   |
| Franța            | Clairefontaine-en-Yvelines |
| Germania          | Évian-les-Bains            |
| Irlanda de Nord   | Saint-Georges-de-Reneins   |
| Islanda           | Annecy-le-Vieux            |
| Italia            | Montpellier                |
| Polonia           | La Baule-Escoublac         |
| Portugalia        | Marcoussis                 |
| Republica Irlanda | Versailles                 |
| România           | Orry-la-Ville              |
| Rusia             | Croissy-sur-Seine          |
| Slovacia          | Vichy                      |
| Spania            | Saint-Martin-de-Ré         |
| Suedia            | Saint-Nazaire              |
| Turcia            | Saint-Cyr-sur-Mer          |
| Țara Galilor      | Dinard                     |
| Ucraina           | Aix-en-Provence            |
| Ungaria           | Tourrettes                 |

## Formatul turneului
Pentru a se acomoda cu expansiunea formatului de la 16 la 24 de echipe, se vor adăuga încă două grupe în faza grupelor și încă o rundă în fazele eliminatorii. Cele șase grupe (A–F) vor conține în continuare câte patru echipe, dar nu se vor califica doar primele două locuri, ci și patru cele mai bune locuri 3, ceea ce înseamnă că în fazele eliminatorii vor concura 16 echipe. Acest format a fost folosit și pentru Campionatele Mondiale din 1986, 1990 și 1994.
Acest format însumează 51 de meciuri, față de cele 31 ale campionatelor anterioare. Perioada turneului este de 31 de zile. Secretarul general al UEFA, Gianni Infantino, a declarat anterior că acest format nu este "ideal" din cauză că echipele de pe locul 3 vor ști în avans ce rezultat trebuie să obțină, deci fanii nu vor mai avea ce să vadă, iar echipele nu vor mai juca la intensitate maximă.

## Arbitrii
Pe 15 decembrie 2015, UEFA a numit optsprezece arbitri pentru EURO 2016. Brigăzile complete de arbitri au fost anunțate pe 1 martie 2016.
Arbitrul maghiar Viktor Kassai a fost ales să conducă meciul de deschidere dintre Franța și România.
| Țară          | Arbitru                 | Arbitri asistenți                                                                      | Arbitri asistenți adiționali                | Meciuri arbitrate                                                                                                  |
| ------------- | ----------------------- | -------------------------------------------------------------------------------------- | ------------------------------------------- | --- |
| Anglia        | Martin Atkinson         | Michael Mullarkey Stephan Child Gary Beswick (de rezervă)                              | Michael Oliver Craig Pawson                 | Germania–Ucraina (Grupa C) Ungaria–Portugalia (Grupa F) Țara Galilor–Irlanda de Nord (Optimi)                      |
| Germania      | Felix Brych             | Mark Borsch Stefan Lupp Marco Achmüller (de rezervă)                                   | Bastian Dankert Marco Fritz                 | Anglia–Țara Galilor (Grupa B) Suedia–Belgia (Grupa E) Polonia–Portugalia (Sferturi)                                |
| Turcia        | Cüneyt Çakır            | Bahattin Duran Tarık Ongun Mustafa Emre Eyisoy (de rezervă)                            | Hüseyin Göçek Barıș Șimșek                  | Portugalia–Islanda (Grupa F) Belgia–Republica Irlanda (Grupa E) Italia–Spania (Optimi)                             |
| Anglia        | Mark Clattenburg        | Simon Beck Jake Collin Stuart Burt (de rezervă)                                        | Anthony Taylor Andre Marriner               | Belgia–Italia (Grupa E) Cehia–Croația (Grupa D) Elveția–Polonia (Optimi) Portugalia–Franța (Finala)                |
| Scoția        | Willie Collum           | Damien MacGraith Francis Connor Douglas Ross (de rezervă)                              | Bobby Madden John Beaton                    | Franța–Albania (Grupa A) Cehia–Turcia (Grupa D)                                                                    |
| Suedia        | Jonas Eriksson          | Mathias Klasenius Daniel Wärnmark Mehmet Culum (de rezervă)                            | Stefan Johannesson Markus Strömbergsson     | Turcia–Croația (Grupa D) Rusia–Țara Galilor Grupa B) Portugalia–Țara Galilor (Semifinale)                          |
| România       | Ovidiu Hațegan          | Octavian Șovre Sebastian Gheorghe Radu Ghinguleac (de rezervă)                         | Alexandru Tudor Sebastian Colțescu          | Polonia–Irlanda de Nord (Grupa C) Italia–Republica Irlanda (Grupa E)                                               |
| Rusia         | Sergei Karasev          | Anton AveryanovRUS Tikhon Kalugin Nikolai Golubev                                      | Sergey Lapochkin Sergey Ivanov              | România–Elveția (Grupa A) Islanda–Ungaria (Grupa F)                                                                |
| Ungaria       | Viktor Kassai           | György Ring Vencel Tóth István Albert (de rezervă)                                     | Tamás Bognar Ádám Farkas                    | Franța–România (Grupa A) Italia–Suedia (Grupa E) Germania–Italia (Sferturi)                                        |
| Cehia         | Pavel Královec          | Roman Slyško Martin Wilczek Tomas Mokrusch (de rezervă)                                | Petr Ardeleánu Michal Patak                 | Ucraina–Irlanda de Nord (Grupa C) România–Albania (Grupa A)                                                        |
| Țările de Jos | Björn Kuipers           | Sander Van Roekel Erwin Zeinstra Mario Diks (de rezervă)                               | Pol van Boekel Richard Liesveld             | Germania–Polonia (Grupa C) Croația–Spania (Grupa D)                                                                |
| Polonia       | Szymon Marciniak        | Paweł Sokolnicki Tomasz Listkiewicz Radosław Siejka (de rezervă)                       | Paweł Raczkowski Tomasz Musiał              | Spania–Cehia (Grupa D) Islanda–Austria (Grupa F) Germania–Slovacia (Optimi)                                        |
| Serbia        | Milorad Mažić           | Milovan Ristić Dalibor Đurđević Nemanja Petrović (de rezervă)                          | Danilo Grujić Nenad Đokić                   | Republica Irlanda–Suedia (Grupa E) Spania–Turcia (Grupa D) Ungaria–Belgia (Optimi)                                 |
| Norvegia      | Svein Oddvar Moen       | Kim Thomas Haglund Frank Andås Sven Erik Midthjell (de rezervă)                        | Ken Henry Johnsen Svein-Erik Edvartsen      | Țara Galilor–Slovacia (Grupa B) Ucraina–Polonia (Grupa C)                                                          |
| Italia        | Nicola Rizzoli          | Elenito Di Liberatore Mauro Tonolini Gianluca Cariolato (de rezervă)                   | Luca BantiITA Antonio Damato Daniele Orsato | Anglia–Rusia (Grupa B) Portugalia–Austria (Grupa F) Franța–Republica Irlanda (Optimi) Germania–Franța (Semifinale) |
| Slovenia      | Damir Skomina           | Jure Praprotnik Robert Vukan Bojan Ul (de rezervă)                                     | Matej Jug Slavko Vinčić                     | Rusia–Slovacia (Grupa B) Elveția–Franța (Grupa A) Anglia–Islanda (Optimi) Țara Galilor–Belgia (Sferturi)           |
| Franța        | Clément Turpin          | Frédéric Cano Nicolas Danos Cyril Gringore (de rezervă)                                | Benoît Bastien Fredy Fautrel                | Austria–Ungaria (Grupa F) Irlanda de Nord–Germania (Grupa C)                                                       |
| Spania        | Carlos Velasco Carballo | Roberto Alonso Fernández Juan Carlos Yuste Jiménez Raúl Cabañero Martínez (de rezervă) | Jesús Gil Manzano Carlos del Cerro Grande   | Albania–Elveția (Grupa A) Slovacia–Anglia (Grupa B) Croația–Portugalia (Optimi)                                    |

RUS Anton Averyanov a fost înlocuit de Nikolai Golubev după eșuarea unui test de fitness.
ITA Luca Banti a fost înlocuit de Daniele Orsato după ce s-a retras din brigadă din motive personale.
Doi arbitri, care au servit doar ca arbitri asistenți, și doi arbitri de rezervă au fost convocați:
| Țara    | Arbitrul asistent       | Arbitrul de rezervă  |
| ------- | ----------------------- | -------------------- |
| Belarus | Aleksei Kulbakov        | Vitali Maliutsin     |
| Grecia  | Anastasios Sidiropoulos | Damianos Efthymiadis |

## Faza grupelor
| Campioană Vicecampioană | Semifinale Sferturi | Optimi Faza grupelor |

Rezultatele echipelor participante la UEFA Euro 2016
Campioană
Vicecampioană
Semifinale
Sferturi
Optimi
Faza grupelor

UEFA a anunțat programul turneului pe 25 aprilie 2014. Toate orele sunt locale, CEST (UTC+2).Uefa EURO 2016 Franța a fost despre două echipe:Franța și Portugalia.Franța,era în Grupa A cu România,Elveția și Albania.Ea a bătut pe România 2-1,2-0 pe Albania și a egalat 0-0 cu Elveția.Portugalia,care urmau să fie campioni,au fost în Grupa F,cu Islanda,Ungaria și Austria.Au egalat 1-1 cu Islanda,0-0 cu Austria și 3-3 cu Ungaria.
| Legendă pentru culorile grupelor | Legendă pentru culorile grupelor       |
| -------------------------------- | -------------------------------------- |
|                                  | Echipă calificată în faza eliminatorie |

#### Departajări
Dacă două sau mai multe echipe au același punctaj după ce toate meciurile din grupă s-au jucat, se vor aplica următoarele departajări:
1. Numărul mai mare de puncte obținute dintre echipele aflate la departajare;
2. Diferența de goluri superioară dintre echipele aflate la departajare;
3. Numărul mai mare de goluri înscrise dintre echipele aflate la departajare;
4. Dacă după primele trei criterii echipele sunt tot la egalitate, diferența se va face cu ajutorul meciurilor directe între echipele aflate la departajare. Dacă și după acest criteriu echipele sunt tot la egalitate, se vor aplica criteriile 5–9;
5. Diferența de goluri superioară din toate meciurile grupei;
6. Numărul mai mare de goluri din toate meciurile grupei;
7. Dacă doar două echipe se află la departajare și sunt la egalitate după primele 6 criterii, dar și după ce s-au întâlnit în ultima etapă a grupei, se vor organiza lovituri de departajare (acest criteriu nu se aplică dacă mai mult de două echipe sunt la departajare)
8. Metoda fair play-ului (1 punct pentru un singur cartonaș galben, 3 puncte pentru un cartonaș roșu, ca consecință a primirii a două cartonașe galbene, 3 puncte pentru un cartonaș roșu direct, 4 puncte pentru un cartonaș roșu direct, după ce jucătorul mai avea un cartonaș galben);
9. Poziția în clasamentul UEFA;

Cele mai bune patru echipe de pe locul trei sunt determinate după următoarele criterii:
1. Numărul mai mare de puncte obținute;
2. Diferența de goluri superioară;
3. Numărul mai mare de goluri înscrise;
4. Metoda fair play-ului;
5. Poziția în clasamentul UEFA.

#### Grupa A
| Echipa  | MJ | V | E | Î | GM | GP | G  | Pct |
| ------- | -- | - | - | - | -- | -- | -- | --- |
| Franța  | 3  | 2 | 1 | 0 | 4  | 1  | +3 | 7   |
| Elveția | 3  | 1 | 2 | 0 | 2  | 1  | +1 | 5   |
| Albania | 3  | 1 | 0 | 2 | 1  | 3  | −2 | 3   |
| România | 3  | 0 | 1 | 2 | 2  | 4  | −2 | 1   |

| Franța               | 2–1    | România           |
| -------------------- | ------ | ----------------- |
| Giroud 57' Payet 89' | Report | Stancu 65' (pen.) |

| Albania | 0–1    | Elveția  |
| ------- | ------ | -------- |
|         | Report | Schär 5' |

| România           | 1–1    | Elveția     |
| ----------------- | ------ | ----------- |
| Stancu 18' (pen.) | Report | Mehmedi 57' |

| Franța                    | 2–0    | Albania |
| ------------------------- | ------ | ------- |
| Griezmann 90' Payet 90+6' | Report |         |

| România | 0–1    | Albania    |
| ------- | ------ | ---------- |
|         | Report | Sadiku 43' |

| Elveția | 0–0    | Franța |
| ------- | ------ | ------ |
|         | Report |        |

#### Grupa B
| Echipa       | MJ | V | E | Î | GM | GP | G  | Pct |
| ------------ | -- | - | - | - | -- | -- | -- | --- |
| Țara Galilor | 3  | 2 | 0 | 1 | 6  | 3  | +3 | 6   |
| Anglia       | 3  | 1 | 2 | 0 | 3  | 2  | +1 | 5   |
| Slovacia     | 3  | 1 | 1 | 1 | 3  | 3  | 0  | 4   |
| Rusia        | 3  | 0 | 1 | 2 | 2  | 6  | −4 | 1   |

| Țara Galilor      | 2–1    | Slovacia |
| ----------------- | ------ | -------- |
| Bale 10' Kanu 81' | Report | Duda 61' |

| Anglia   | 1–1    | Rusia           |
| -------- | ------ | --------------- |
| Dier 73' | Report | Berezuțki 90+2' |

| Rusia         | 1–2    | Slovacia             |
| ------------- | ------ | -------------------- |
| Glushakov 80' | Report | Weiss 32' Hamšík 45' |

| Anglia                    | 2–1    | Țara Galilor |
| ------------------------- | ------ | ------------ |
| Vardy 56' Sturridge 90+2' | Report | Bale 42'     |

| Rusia | 0–3    | Țara Galilor                   |
| ----- | ------ | ------------------------------ |
|       | Report | Ramsey 11' Taylor 20' Bale 67' |

| Slovacia | 0–0    | Anglia |
| -------- | ------ | ------ |
|          | Report |        |

#### Grupa C
| Echipa          | MJ | V | E | Î | GM | GP | G  | Pct |
| --------------- | -- | - | - | - | -- | -- | -- | --- |
| Germania        | 3  | 2 | 1 | 0 | 3  | 0  | +3 | 7   |
| Polonia         | 3  | 2 | 1 | 0 | 2  | 0  | +2 | 7   |
| Irlanda de Nord | 3  | 1 | 0 | 2 | 2  | 2  | 0  | 3   |
| Ucraina         | 3  | 0 | 0 | 3 | 0  | 5  | −5 | 0   |

| Polonia   | 1–0    | Irlanda de Nord |
| --------- | ------ | --------------- |
| Milik 51' | Report |                 |

| Germania                         | 2–0    | Ucraina |
| -------------------------------- | ------ | ------- |
| Mustafi 19' Schweinsteiger 90+2' | Report |         |

| Ucraina | 0–2    | Irlanda de Nord          |
| ------- | ------ | ------------------------ |
|         | Report | McAuley 49' McGinn 90+6' |

| Germania | 0–0    | Polonia |
| -------- | ------ | ------- |
|          | Report |         |

| Ucraina | 0–1    | Polonia            |
| ------- | ------ | ------------------ |
|         | Report | Błaszczykowski 54' |

| Irlanda de Nord | 0–1    | Germania  |
| --------------- | ------ | --------- |
|                 | Report | Gómez 30' |

#### Grupa D
| Echipa  | MJ | V | E | Î | GM | GP | G  | Pct |
| ------- | -- | - | - | - | -- | -- | -- | --- |
| Croația | 3  | 2 | 1 | 0 | 5  | 3  | +2 | 7   |
| Spania  | 3  | 2 | 0 | 1 | 5  | 2  | +3 | 6   |
| Turcia  | 3  | 1 | 0 | 2 | 2  | 4  | −2 | 3   |
| Cehia   | 3  | 0 | 1 | 2 | 2  | 5  | −3 | 1   |

| Turcia | 0–1    | Croația    |
| ------ | ------ | ---------- |
|        | Report | Modrić 41' |

| Spania    | 1–0    | Cehia |
| --------- | ------ | ----- |
| Piqué 87' | Report |       |

| Cehia                      | 2–2    | Croația                 |
| -------------------------- | ------ | ----------------------- |
| Škoda 76' Necid 89' (pen.) | Report | Perišić 37' Rakitić 59' |

| Spania                     | 3–0    | Turcia |
| -------------------------- | ------ | ------ |
| Morata 34', 48' Nolito 37' | Report |        |

| Cehia | 0–2    | Turcia               |
| ----- | ------ | -------------------- |
|       | Report | Yılmaz 10' Tufan 65' |

| Croația                    | 2–1    | Spania    |
| -------------------------- | ------ | --------- |
| N. Kalinić 45' Perišić 87' | Report | Morata 7' |

#### Grupa E
| Echipa            | MJ | V | E | Î | GM | GP | G  | Pct |
| ----------------- | -- | - | - | - | -- | -- | -- | --- |
| Italia            | 3  | 2 | 0 | 1 | 3  | 1  | +2 | 6   |
| Belgia            | 3  | 2 | 0 | 1 | 4  | 2  | +2 | 6   |
| Republica Irlanda | 3  | 1 | 1 | 1 | 2  | 4  | −2 | 4   |
| Suedia            | 3  | 0 | 1 | 2 | 1  | 3  | −2 | 1   |

| Republica Irlanda | 1–1    | Suedia    |
| ----------------- | ------ | --------- |
| Hoolahan 48'      | Report | Clark 71' |

| Belgia | 0–2    | Italia                      |
| ------ | ------ | --------------------------- |
|        | Report | Giaccherini 32' Pellè 90+3' |

| Italia   | 1–0    | Suedia |
| -------- | ------ | ------ |
| Eder 88' | Report |        |

| Belgia                     | 3–0    | Republica Irlanda |
| -------------------------- | ------ | ----------------- |
| Lukaku 48', 70' Witsel 61' | Report |                   |

| Italia | 0–1    | Republica Irlanda |
| ------ | ------ | ----------------- |
|        | Report | Brady 85'         |

| Suedia | 0–1    | Belgia         |
| ------ | ------ | -------------- |
|        | Report | Nainggolan 84' |

#### Grupa F
| Echipa     | MJ | V | E | Î | GM | GP | G  | Pct |
| ---------- | -- | - | - | - | -- | -- | -- | --- |
| Ungaria    | 3  | 1 | 2 | 0 | 6  | 4  | +2 | 5   |
| Islanda    | 3  | 1 | 2 | 0 | 4  | 3  | +1 | 5   |
| Portugalia | 3  | 0 | 3 | 0 | 4  | 4  | 0  | 3   |
| Austria    | 3  | 0 | 1 | 2 | 1  | 4  | −3 | 1   |

| Austria | 0–2    | Ungaria                |
| ------- | ------ | ---------------------- |
|         | Report | Szalai 62' Stieber 87' |

| Portugalia | 1–1    | Islanda          |
| ---------- | ------ | ---------------- |
| Nani 31'   | Report | B. Bjarnason 50' |

| Islanda                  | 1–1    | Ungaria       |
| ------------------------ | ------ | ------------- |
| G. Sigurðsson 40' (pen.) | Report | Sævarsson 88' |

| Portugalia | 0–0    | Austria |
| ---------- | ------ | ------- |
|            | Report |         |

| Islanda                         | 2–1    | Austria    |
| ------------------------------- | ------ | ---------- |
| Böðvarsson 18' Traustason 90+4' | Report | Schöpf 60' |

| Ungaria                     | 3–3    | Portugalia                |
| --------------------------- | ------ | ------------------------- |
| Gera 19' Dzsudzsák 47', 55' | Report | Nani 42' Ronaldo 50', 62' |

### Clasamentul echipelor de pe locul trei
| Grupa | Echipa            | MJ | V | E | Î | GM | GP | DG | Pct |
| ----- | ----------------- | -- | - | - | - | -- | -- | -- | --- |
| B     | Slovacia          | 3  | 1 | 1 | 1 | 3  | 3  | 0  | 4   |
| E     | Republica Irlanda | 3  | 1 | 1 | 1 | 2  | 4  | −2 | 4   |
| F     | Portugalia        | 3  | 0 | 3 | 0 | 4  | 4  | 0  | 3   |
| C     | Irlanda de Nord   | 3  | 1 | 0 | 2 | 2  | 2  | 0  | 3   |
| D     | Turcia            | 3  | 1 | 0 | 2 | 2  | 4  | −2 | 3   |
| A     | Albania           | 3  | 1 | 0 | 2 | 1  | 3  | −2 | 3   |

## Faza eliminatorie
În faza eliminatorie, dacă meciul se termină la egalitate după cele 90 de minute de joc regulamentare, se vor juca prelungiri (două reprize a câte 15 minute) iar, ulterior, în caz de necesitate, se vor efectua lovituri de departajare pentru a determina câștigătoarea. Toate orele sunt locale, CEST (UTC+2).
Ca la fiecare turneu de la cel din 1984 încoace, nu există finală mică. Portugalia au fost campioni,cu 1-0 împotriva gazdelor,Franța.Éder a marcat în 109' Cristiano Ronaldo a ridicat trofeul euro pentru prima dată.Portugalia a bătut în Optimi pe Croația 1-0.După pe Polonia 1-1 pe penalti 3-5.Iar pe Țara Galilor 2-0 în semifinale.Franța a bătut 2-1 pe Irlanda,după 5-2 pe Islanda,2-0 pe Germania. 
|  | Optimi                       | Optimi                      |                        |       | Sferturi de finală | Sferturi de finală |  |  | Semifinale | Semifinale |  |  | Finala | Finala |
|  |                              |                             |                        |       |                    |                    |  |  |            |            |  |  |        |        |
|  | 25 iunie – Saint-Étienne     |                             |                        |       |                    |                    |  |  |            |            |  |  |        |        |
|  |                              |                             |                        |       |                    |                    |  |  |            |            |  |  |        |        |
|  | Elveția                      | 1 (4)                       |                        |       |                    |                    |  |  |            |            |  |  |        |        |
|  | Elveția                      | 1 (4)                       | 30 iunie – Marseille   |       |                    |                    |  |  |            |            |  |  |        |        |
|  | Polonia (pen.)               | 1 (5)                       |                        |       |                    |                    |  |  |            |            |  |  |        |        |
|  | Polonia (pen.)               | 1 (5)                       | Polonia                | 1 (3) |                    |                    |  |  |            |            |  |  |        |        |
|  | 25 iunie – Lens              |                             | Polonia                | 1 (3) |                    |                    |  |  |            |            |  |  |        |        |
|  |                              | Portugalia (pen.)           | 1 (5)                  |       |                    |                    |  |  |            |            |  |  |        |        |
|  | Croația                      | Portugalia (pen.)           | 1 (5)                  | 0     |                    |                    |  |  |            |            |  |  |        |        |
|  | Croația                      |                             | 6 iulie – Lyon         | 0     |                    |                    |  |  |            |            |  |  |        |        |
|  | Portugalia (d.p.)            | 1                           |                        |       |                    |                    |  |  |            |            |  |  |        |        |
|  | Portugalia (d.p.)            | 1                           | Portugalia             | 2     |                    |                    |  |  |            |            |  |  |        |        |
|  | 25 iunie – Paris             |                             | Portugalia             | 2     |                    |                    |  |  |            |            |  |  |        |        |
|  |                              | Țara Galilor                | 0                      |       |                    |                    |  |  |            |            |  |  |        |        |
|  | Țara Galilor                 | Țara Galilor                | 0                      | 1     |                    |                    |  |  |            |            |  |  |        |        |
|  | Țara Galilor                 | 1 iulie – Villeneuve-d'Ascq |                        | 1     |                    |                    |  |  |            |            |  |  |        |        |
|  | Irlanda de Nord              | 0                           |                        |       |                    |                    |  |  |            |            |  |  |        |        |
|  | Irlanda de Nord              | 0                           | Țara Galilor           | 3     |                    |                    |  |  |            |            |  |  |        |        |
|  | 26 iunie – Toulouse          |                             | Țara Galilor           | 3     |                    |                    |  |  |            |            |  |  |        |        |
|  |                              | Belgia                      | 1                      |       |                    |                    |  |  |            |            |  |  |        |        |
|  | Ungaria                      | Belgia                      | 1                      | 0     |                    |                    |  |  |            |            |  |  |        |        |
|  | Ungaria                      |                             | 10 iulie – Saint-Denis | 0     |                    |                    |  |  |            |            |  |  |        |        |
|  | Belgia                       | 4                           |                        |       |                    |                    |  |  |            |            |  |  |        |        |
|  | Belgia                       | 4                           | Portugalia (d.p.)      | 1     |                    |                    |  |  |            |            |  |  |        |        |
|  | 26 iunie – Villeneuve-d'Ascq |                             | Portugalia (d.p.)      | 1     |                    |                    |  |  |            |            |  |  |        |        |
|  |                              | Franța                      | 0                      |       |                    |                    |  |  |            |            |  |  |        |        |
|  | Germania                     | Franța                      | 0                      | 3     |                    |                    |  |  |            |            |  |  |        |        |
|  | Germania                     | 2 iulie – Bordeaux          |                        | 3     |                    |                    |  |  |            |            |  |  |        |        |
|  | Slovacia                     | 0                           |                        |       |                    |                    |  |  |            |            |  |  |        |        |
|  | Slovacia                     | 0                           | Germania (pen.)        | 1 (6) |                    |                    |  |  |            |            |  |  |        |        |
|  | 27 iunie – Saint-Denis       |                             | Germania (pen.)        | 1 (6) |                    |                    |  |  |            |            |  |  |        |        |
|  |                              | Italia                      | 1 (5)                  |       |                    |                    |  |  |            |            |  |  |        |        |
|  | Italia                       | Italia                      | 1 (5)                  | 2     |                    |                    |  |  |            |            |  |  |        |        |
|  | Italia                       |                             | 7 iulie – Marseille    | 2     |                    |                    |  |  |            |            |  |  |        |        |
|  | Spania                       | 0                           |                        |       |                    |                    |  |  |            |            |  |  |        |        |
|  | Spania                       | 0                           | Germania               | 0     |                    |                    |  |  |            |            |  |  |        |        |
|  | 26 iunie – Lyon              |                             | Germania               | 0     |                    |                    |  |  |            |            |  |  |        |        |
|  |                              | Franța                      | 2                      |       |                    |                    |  |  |            |            |  |  |        |        |
|  | Franța                       | Franța                      | 2                      | 2     |                    |                    |  |  |            |            |  |  |        |        |
|  | Franța                       | 3 iulie – Saint-Denis       |                        | 2     |                    |                    |  |  |            |            |  |  |        |        |
|  | Irlanda                      | 1                           |                        |       |                    |                    |  |  |            |            |  |  |        |        |
|  | Irlanda                      | 1                           | Franța                 | 5     |                    |                    |  |  |            |            |  |  |        |        |
|  | 27 iunie – Nice              |                             | Franța                 | 5     |                    |                    |  |  |            |            |  |  |        |        |
|  |                              | Islanda                     | 2                      |       |                    |                    |  |  |            |            |  |  |        |        |
|  | Anglia                       | Islanda                     | 2                      | 1     |                    |                    |  |  |            |            |  |  |        |        |
|  | Anglia                       |                             |                        | 1     |                    |                    |  |  |            |            |  |  |        |        |
|  | Islanda                      | 2                           |                        |       |                    |                    |  |  |            |            |  |  |        |        |
|  | Islanda                      | 2                           |                        |       |                    |                    |  |  |            |            |  |  |        |        |

#### Optimi de finală
| Elveția                                            | 1–1 (d.p.) | Polonia                                                  |
| -------------------------------------------------- | ---------- | -------------------------------------------------------- |
| Shaqiri 82'                                        | Report     | Błaszczykowski 39'                                       |
| Lichtsteiner · Xhaka · Shaqiri · Schär · Rodríguez | 4–5        | Lewandowski · Milik · Glik · Błaszczykowski · Krychowiak |

| Țara Galilor | 1–0    | Irlanda de Nord |
| ------------ | ------ | --------------- |
| McAuley 75'  | Report |                 |

| Croația | 0–1 (d.p.) | Portugalia    |
| ------- | ---------- | ------------- |
|         | Report     | Quaresma 117' |

| Franța             | 2–1    | Republica Irlanda |
| ------------------ | ------ | ----------------- |
| Griezmann 58', 61' | Report | Brady 2' (pen.)   |

| Germania                         | 3–0    | Slovacia |
| -------------------------------- | ------ | -------- |
| Boateng 8' Gómez 43' Draxler 63' | Report |          |

| Ungaria | 0–4    | Belgia                                                   |
| ------- | ------ | -------------------------------------------------------- |
|         | Report | Alderweireld 10' Batshuayi 78' Hazard 80' Carrasco 90+1' |

| Italia                    | 2–0    | Spania |
| ------------------------- | ------ | ------ |
| Chiellini 33' Pellè 90+1' | Report |        |

| Anglia           | 1–2    | Islanda                            |
| ---------------- | ------ | ---------------------------------- |
| Rooney 4' (pen.) | Report | R. Sigurðsson 6' K. Sigþórsson 18' |

#### Sferturi de finală
| Polonia                                     | 1−1 (d.p.) | Portugalia                                     |
| ------------------------------------------- | ---------- | ---------------------------------------------- |
| Lewandowski 2'                              | Report     | Sanches 33'                                    |
| Lewandowski · Milik · Glik · Błaszczykowski | 3−5        | Ronaldo · Sanches · Moutinho · Nani · Quaresma |

| Țara Galilor                           | 3−1    | Belgia         |
| -------------------------------------- | ------ | -------------- |
| Williams 31' Robson-Kanu 55' Vokes 86' | Report | Nainggolan 13' |

| Germania                                                                                | 1−1 (d.p.) | Italia                                                                                    |
| --------------------------------------------------------------------------------------- | ---------- | ----------------------------------------------------------------------------------------- |
| Özil 65'                                                                                | Report     | Bonucci 78' (pen.)                                                                        |
| Kroos · Müller · Özil · Draxler · Schweinsteiger · Hummels · Kimmich · Boateng · Hector | 6−5        | Insigne · Zaza · Barzagli · Pellè · Bonucci · Giaccherini · Parolo · De Sciglio · Darmian |

| Franța                                            | 5−2    | Islanda                     |
| ------------------------------------------------- | ------ | --------------------------- |
| Giroud 12', 59' Pogba 20' Payet 43' Griezmann 45' | Report | Sigþórsson 56' Bjarason 84' |

#### Semifinale
| Portugalia           | 2−0    | Țara Galilor |
| -------------------- | ------ | ------------ |
| Ronaldo 50' Nani 53' | Report |              |

| Germania | 0−2    | Franța                      |
| -------- | ------ | --------------------------- |
|          | Report | Griezmann 45+2' (pen.), 72' |

#### Finala
| Portugalia | 1−0 (d.p.) | Franța |
| ---------- | ---------- | ------ |
| Éder 109'  | Report     |        |

## Statistici
Pentru mai multe detalii despre acest subiect, vedeți Statistici UEFA Euro 2016.

### Golgheteri
6 goluri
- Antoine Griezmann

3 goluri
- Olivier Giroud
- Dimitri Payet
- Cristiano Ronaldo
- Nani
- Álvaro Morata
- Gareth Bale

2 goluri
- Romelu Lukaku
- Radja Nainggolan
- Ivan Perišić
- Mario Gómez
- Graziano Pellè
- Jakub Błaszczykowski
- Robbie Brady
- Bogdan Stancu
- Hal Robson-Kanu
- Balázs Dzsudzsák

1 gol
- Armando Sadiku
- Alessandro Schöpf
- Eric Dier
- Wayne Rooney
- Daniel Sturridge
- Jamie Vardy
- Toby Alderweireld
- Michy Batshuayi
- Yannick Ferreira Carrasco
- Eden Hazard
- Axel Witsel
- Tomáš Necid
- Milan Škoda
- Nikola Kalinić
- Luka Modrić
- Ivan Rakitić
- Admir Mehmedi
- Fabian Schär
- Xherdan Shaqiri
- Paul Pogba
- Jérôme Boateng
- Julian Draxler
- Shkodran Mustafi
- Mesut Özil
- Bastian Schweinsteiger
- Gareth McAuley
- Niall McGinn
- Birkir Bjarnason
- Jón Daði Böðvarsson
- Kolbeinn Sigþórsson
- Gylfi Sigurðsson
- Ragnar Sigurðsson
- Arnór Ingvi Traustason
- Leonardo Bonucci
- Giorgio Chiellini
- Éder
- Emanuele Giaccherini
- Robert Lewandowski
- Arkadiusz Milik
- Éder
- Renato Sanches
- Ricardo Quaresma
- Wes Hoolahan
- Vasili Berezutski
- Denis Glushakov
- Ondrej Duda
- Marek Hamšík
- Vladimír Weiss
- Nolito
- Gerard Piqué
- Ozan Tufan
- Burak Yılmaz
- Aaron Ramsey
- Neil Taylor
- Sam Vokes
- Ashley Williams
- Zoltán Gera
- Zoltán Stieber
- Ádám Szalai

1 autogol
- Birkir Már Sævarsson (jucând contra Ungariei)
- Gareth McAuley (jucând contra Țării Galilor)
- Ciaran Clark (jucând contra Suediei)

Sursă: UEFA

### Trofee
Echipa turneului
Cei de la UEFA au avut ca sarcină să numească echipa turneului, formată din 11 jucători. Aceștia au analizat fiecare meci de la acest turneu. Patru jucători din echipa câștigătoare (Portugalia) au fost aleși pentru echipa turneului.
| Portar       | Fundași                                              | Mijlocași                                                         | Atacant           |
| ------------ | ---------------------------------------------------- | ----------------------------------------------------------------- | ----------------- |
| Rui Patrício | Jérôme Boateng Joshua Kimmich Raphaël Guerreiro Pepe | Antoine Griezmann Dimitri Payet Toni Kroos Joe Allen Aaron Ramsey | Cristiano Ronaldo |

Jucătorul turneului
Premiul de Jucătorul turneului a fost câștigat de Antoine Griezmann, acesta fiind ales de o echipă UEFA din care au făcut parte Ioan Lupescu, Sir Alex Ferguson și Alain Giresse.
- Antoine Griezmann[2]

Cel mai bun tânăr jucător
Premiul de Cel mai bun tânăr jucător a fost câștigat de Renato Sanches, acesta surclasându-l pe Kingsley Coman și pe compatriotul său portughez, Raphaël Guerreiro.
- Renato Sanches – 18 august 1997[3]

Gheata de Aur
Gheata de Aur a fost câștigată de Antoine Griezmann, care a înscris un gol în faza grupelor și cinci în faza eliminatorie.
- Antoine Griezmann – 6 goluri, 2 pase decisive (555 minute)[1]

Gheata de Argint
Gheata de Argint a fost câștigată de Cristiano Ronaldo, care a înscris două goluri în faza grupelor și unul în faza eliminatorie.
- Cristiano Ronaldo – 3 goluri, 3 pase decisive (625 minute)[1]

Gheata de Bronz
Gheata de Bronz a fost câștigată de Olivier Giroud, care a înscris un gol în faza grupelor și două în faza eliminatorie; compatriotul său, Dimitri Payet, a avut aceeași prestație, dar a jucat cu 50 de minute mai mult decât Giroud.
- Olivier Giroud – 3 goluri, 2 pase decisive (456 minute)[1]

### Premii
Un total de 301 milioane € vor fi distribuiți către cele 24 de echipe participante, cu peste 100 de milioane € mai mult decât la turneul anterior. Fiecărei echipe i se vor da câte 8 milioane €, premiile ulterioare depinzând de performanțele lor. Câștigătoarea turneului va fi recompensată cu alte 8 milioane € – cel mai mare premiu accesibil este de 27 milioane €. Lista completă:
- Premiu pentru participare: 8 milioane €[101]

Premii ulterioare bazate pe performanțele echipelor:
- Campioni: 8 milioane €[101]
- Locul doi: 5 milioane €[101]
- Semifinale: 4 milioane €[101]
- Sferturi: 2,5 milioane €[101]
- Optimi: 1,5 milioane €[101]
- Victorie într-un meci din grupă: 1 milion €[101]
- Egal într-un meci din grupă: 500.000 €[101]

### Măsuri disciplinare
Un jucător este suspendat automat pentru următorul meci dacă a comis următoarele ofense:
- Primirea unui cartonaș roșu (suspendarea poate fi extinsă pentru injurii mai serioase)
- Primirea a două cartonașe galbene în două meciuri diferite, precum și după al cincilea și oricare altul (suspendările nu sunt valabile pentru viitoarele meciuri internaționale)

Următorii jucători au fost (sau vor fi) suspendați pentru unul dintre meciurile de la turneu:
| Jucător             | Avertizat (în)                                                                          | Suspendat (în)                                 |
| ------------------- | --------------------------------------------------------------------------------------- | ---------------------------------------------- |
| Duje Čop            | contra Bulgariei în preliminarii (10 octombrie 2015)                                    | Grupa D contra Turciei (12 iunie 2016)         |
| Marek Suchý         | contra Țărilor de Jos în preliminarii (13 octombrie 2015)                               | Grupa D contra Spaniei (13 iunie 2016)         |
| Lorik Cana          | Grupa A contra Elveției (11 iunie 2016)                                                 | Grupa A contra Franței (15 iunie 2016)         |
| Aleksandar Dragović | Grupa F contra Ungariei (14 iunie 2016)                                                 | Grupa F contra Portugaliei (18 iunie 2016)     |
| Burim Kukeli        | Grupa A contra Elveției (11 iunie 2016) Grupa A contra Franței (15 iunie 2016)          | Grupa A contra României (19 iunie 2016)        |
| Alfreð Finnbogason  | Grupa F contra Portugaliei (14 iunie 2016) Group F contra Ungariei (18 iunie 2016)      | Group F contra Austriei (22 iunie 2016)        |
| Bartosz Kapustka    | Grupa C contra Irlandei de Nord (12 iunie 2016) Grupa C contra Ucrainei (21 iunie 2016) | Optimi contra Elveției (25 iunie 2016)         |
| N'Golo Kanté        | Grupa A contra Albaniei (15 iunie 2016) Optimi contra Irlandei (26 iunie 2016)          | Sferturi contra Islandei (3 iulie 2016)        |
| Adil Rami           | Grupa A contra Elveției (19 iunie 2016) Optimi contra Irlandei (26 iunie 2016)          | Sferturi contra Islandei (3 iulie 2016)        |
| Thomas Vermaelen    | Grupa E contra Irlandei (18 iunie 2016) Optimi contra Ungariei (26 iunie 2016)          | Sferturi contra Țării Galilor (1 iulie 2016)   |
| Thiago Motta        | Grupa E contra Belgiei (13 iunie 2016) Optimi contra Spaniei (27 iunie 2016)            | Sferturi contra Germaniei (2 iulie 2016)       |
| William Carvalho    | Optimi contra Croației (25 iunie 2016) Sferturi contra Poloniei (30 iunie 2016)         | Semifinale contra Țării Galilor (6 iulie 2016) |
| Ben Davies          | Grupa B contra Angliei (16 iunie 2016) Sferturi contra Belgiei (1 iulie 2016)           | Semifinale contra Portugaliei (6 iulie 2016)   |
| Aaron Ramsey        | Optimi contra Irlandei de Nord (25 iunie 2016) Sferturi contra Belgiei (1 iulie 2016)   | Semifinale contra Portugaliei (6 iulie 2016)   |
| Mats Hummels        | Optimi contra Slovaciei (26 iunie 2016) Sferturi contra Italiei (2 iulie 2016)          | Semifinale contra Franței (7 iulie 2016)       |

## Controverse

### Securitate
După atentatele teroriste de la Paris din noiembrie 2015 (unul dintre ele având loc pe Stade de France), au apărut discuții în legătură cu siguranța jucătorilor și turiștilor în timpul acestui turneu. Noël Le Graët, președintele Federației Franceze de Fotbal, a explicat că problema siguranței a crescut după atentate. El a declarat că "existau deja probleme pentru EURO, iar acum sunt și mai multe. Vom continua să facem tot ce ne stă în putință pentru ca securitatea să fie asigurată, în ciuda tuturor riscurilor. Știu că toată lumea este vigilentă. Deci și noi vom fi vigilenți. Dar va exista o îngrijorare permanentă pentru federație și pentru statul francez."

### Huliganism
Cu o zi înainte de începerea turneului, fanii englezi s-au încăierat cu tinerii locali în Marseille; poliția i-a dispersat prin folosirea gazelor lacrimogene. Un fan englez și unul local au fost arestați. Pe 11 iunie 2016, au avut loc lupte violente pe străzile din Marseille înainte, dar și după meciul din grupa B dintre Anglia și Rusia, încheiat 1–1. S-a declarat că un fan englez se zbate între viață și moarte în spital, în timp ce alte zeci de persoane au fost rănite în lupte. A doua zi, UEFA a făcut demersuri disciplinare împotriva Uniunii de Fotbal a Rusiei, datorită unor scene "complet inacceptabile" avute loc în timpul meciului, inclusiv comportament rasist și lansare de torțe. Apoi, UEFA a decis ca, în cazul în care vor mai exista asemenea violențe, amândouă echipe vor fi descalificate. În plus, 50 de fani ruși au fost deportați. Naționala Angliei a fost amenințată și ea cu descalificarea. Alte violențe între fanii englezi și ruși au avut loc din nou în Lille, unde 36 de suporteri au fost arestați, iar 16 persoane au fost internate în spital.
În meciul din grupa D dintre Cehia și Croația, au fost aruncate torțe din locul unde se aflau suporterii croați. Meciul a fost întrerupt pentru câteva minute, în timp ce torțele erau îndepărtate de pe teren. Au existat și lupte în zona unde se aflau fanii croați. Mai târziu în acea zi, au existat alte lupte în care au fost implicați fanii turci, după ce naționala turcă a pierdut în fața Spaniei. Din cauza acestor incidente, UEFA a lansat proceduri oficiale împotriva federațiilor din Croația și Turcia. Federația croată a fost amendată cu 100.000€ pentru incidente.

### Calitatea gazonului
Gazonul de pe stadioanele din Franța a fost criticat în timpul grupelor pentru calitatea proastă. Antrenorul francezilor, Didier Deschamps, a fost printre cei mai critici. Directorul UEFA al turneului, Martin Kallen, a dat vina pe ploile ce au lovit Franța în acea perioadă, cu toate că presa speculează că evenimentele non-fotbalistice au avut și ele un rol în această poveste.

## Marketing

### Logoul și sloganul
Logoul oficial s-a dezvăluit pe 26 iunie 2013, în timpul unei ceremonii de la Paris.
Conceput de portughezul Brandia Central, care a mai creat și logourile de la anterioare Campionate Europene, designul este bazat pe tema "Celebrând arta fotbalului". Logoul arată trofeul Henri Delaunay, împreună cu albastrul, albul și roșul de pe steagul Franței, înconjurat de un amestec de forme și linii reprezentând diferite mișcări artistice și elemente fotbalistice.
Pe 17 octombrie 2013, UEFA a anunțat sloganul oficial pentru acest turneu: Le Rendez-Vous. Întrebat ce înseamnă, Jacques Lambert, director al comisiei organizatoare pentru Campionatului Mondial de Fotbal 2016, a spus că "este mai mult decât o reamintire de date (...) și stadioane". El a mai explicat că "UEFA trimite o invitație pentru fanii din toată lumea și pentru iubitorii de evenimente majore; o invitație de întâlnire și de împărțire a emoțiilor pentru un astfel de eveniment."

### Joc video
Jocul video oficial UEFA Euro 2016 a fost lansat de Konami sub forma unui DLC gratis pentru Pro Evolution Soccer 2016", în data de 24 martie 2016.

### Melodia oficială
David Guetta feat.Zara Larsson This one's for you este melodia oficială Euro 2016 Peste un milion de fani au fost implicați în melodia lui David Guetta.

### Mascota
Mascota oficială a turneului, Super Victor, a fost dezvăluită pe 18 noiembrie 2014. Aceasta este un supererou al copiilor, îmbrăcat în echipamentul echipei naționale de fotbal a Franței și purtând o pelerină roșie. Prima apariție a mascotei a fost la meciul dintre Franța și Suedia, de pe Stade Vélodrome din Marseille, pe 18 noiembrie 2014. Numele mascotei a fost dezvăluit pe 30 noiembrie 2014, după ce a primit peste 50.000 de voturi din partea publicului, surclasând nume precum "Driblou" și "Goalix". Se bazează pe ideea victoriei și face referire la superputerea copiilor atunci când se află în fața mingii.

### Sponsorizare

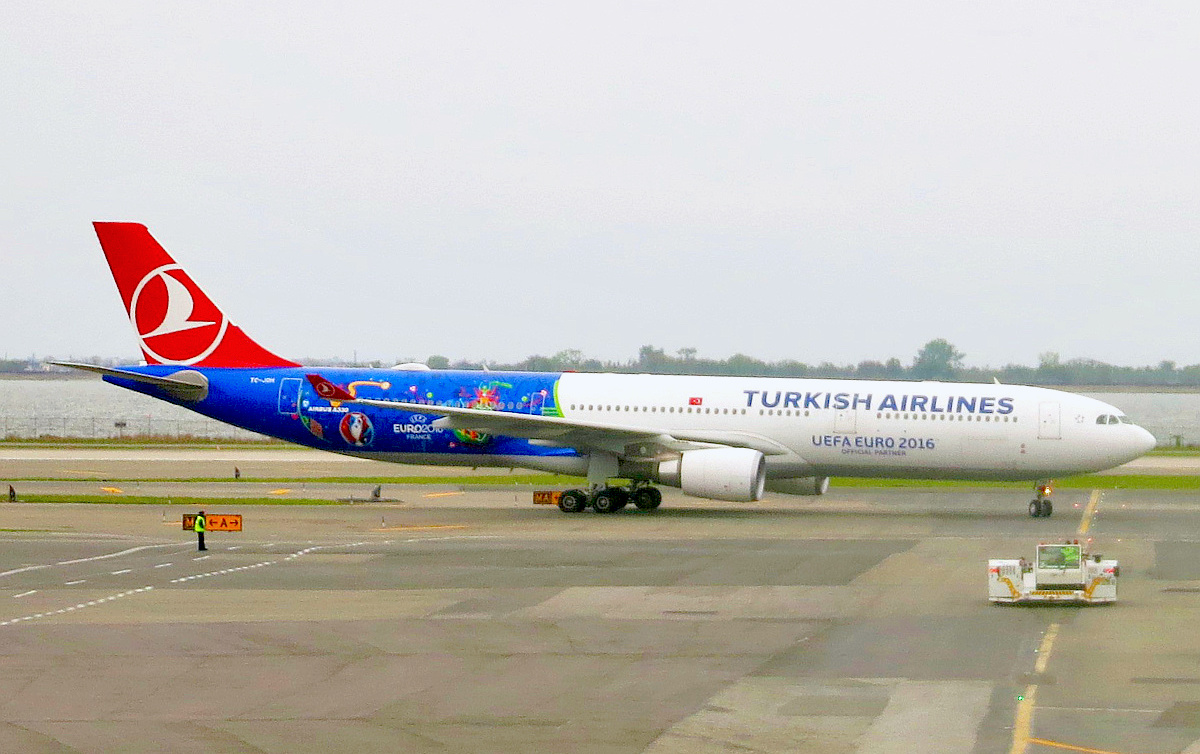
Avion Turkish Airlines, decorat cu emblemele UEFA EURO 2016.

| - Adidas - Carlsberg - Coca-Cola - Continental - Hisense | - Hyundai–Kia - McDonald's - Orange - SOCAR - Turkish Airlines |

| - Abritel–HomeAway - Crédit Agricole - Française des Jeux - La Poste - PROMAN | - SNCF |

### Mingea oficială
Mingea oficială, Beau Jeu, a fost dezvăluită pe 12 noiembrie 2015 de fostul jucător al Franței, Zinedine Zidane.

## Transmisiune
Centrul Internațional de Transmisiune (CIT) se află la Parc des Expositions Porte de Versailles din Paris.